# Bordères-sur-l'Échez
Bordères-sur-l'Échez is een gemeente in het Franse departement Hautes-Pyrénées (regio Occitanie). De plaats maakt deel uit van het arrondissement Tarbes. Bordères-sur-l'Échez telde op 1 januari 2022 5.394 inwoners.

## Geschiedenis
In de oudheid lag hier bij de rivier de Échez een Gallo-Romeinse villa van waaruit een groot landbouwdomein werd bestuurd. In de 9e eeuw groeide Bordères rond een kapel. In 1148 schonk Pierre de Marsan, graaf van Bigorre, Bordères aan de orde van de tempeliers. Zij bouwden hier een versterkte commanderij. In 1171 verkregen de inwoners bepaalde vrijheden, maar die werden hen later weer afgenomen. Nadat de orde van de tempeliers afgeschaft werd, kwam de commanderij toe aan de hospitaalridders. De laatste commandeur van de tempeliers van Bordères werd in 1313 in Auch terechtgesteld. De hospitaalridders hielden Bordères in bezit tot het einde van het ancien régime.
In 1897 nam de gemeente de naam Bordères-sur-l'Échez aan. Tegen 1900 was de oude kerk Saint-Barthélémy te klein geworden voor de groeiende bevolking. Ernaast werd een nieuwe kerk gebouwd die in 1905 werd ingewijd. De oude kerk werd in 1912 afgebroken.

## Geografie
De oppervlakte van Bordères-sur-l'Échez bedroeg op 1 januari 2022 15,95 vierkante kilometer; de bevolkingsdichtheid was toen 338,2 inwoners per km².
De Échez, een zijrivier van de Adour, stroomt door de gemeente. Bordères-sur-l'Échez is een voorstad van Tarbes.
De onderstaande kaart toont de ligging van Bordères-sur-l'Échez met de belangrijkste infrastructuur en aangrenzende gemeenten.

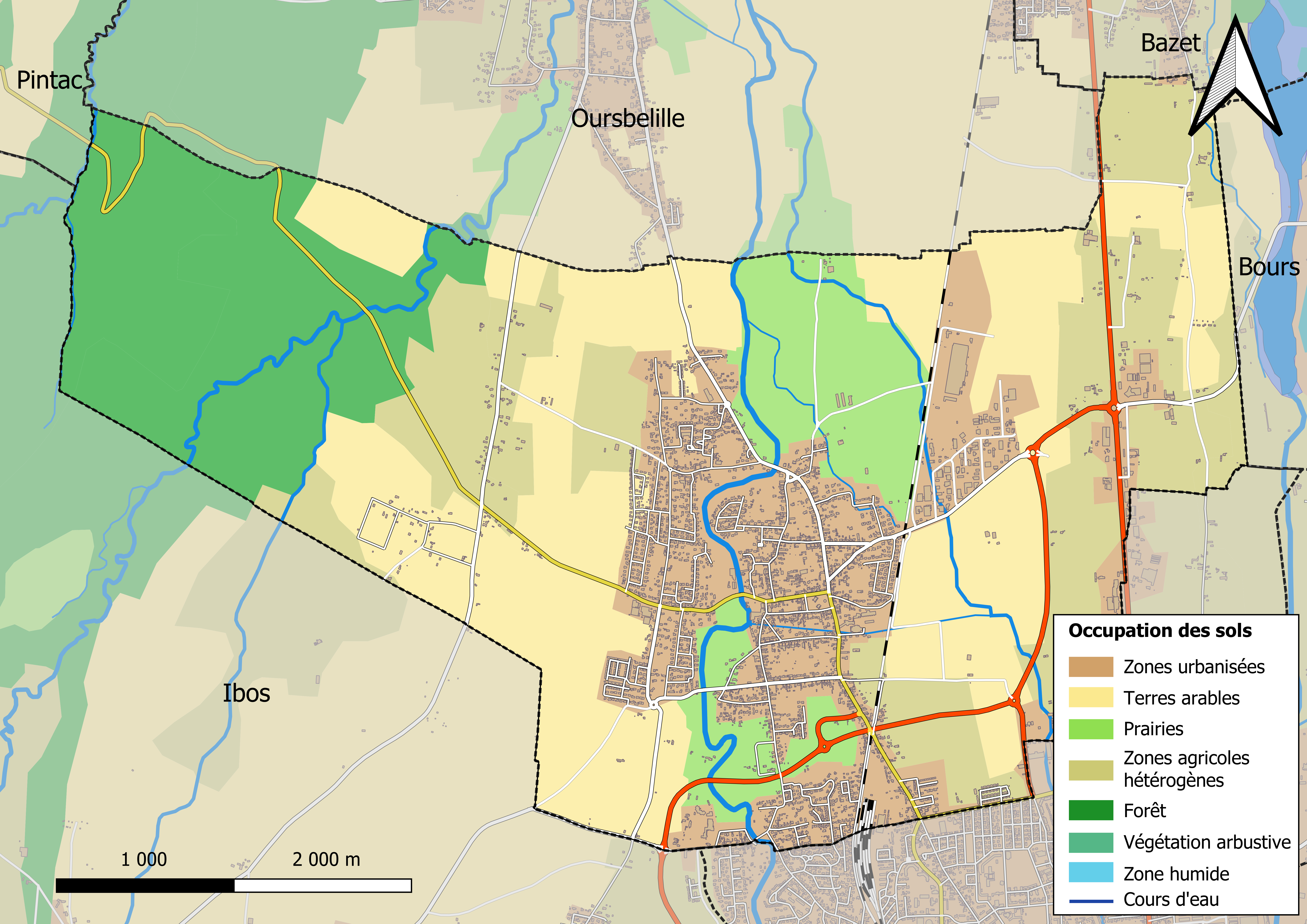

## Demografie
Onderstaande figuur toont het verloop van het inwonertal (bron: INSEE-tellingen).